# Tay-K
Taymor Travon McIntyre (Long Beach, 16 de junho de 2000), conhecido artisticamente como Tay-K, é um rapper e compositor norte-americano.

Tay-K foi condenado à 55 anos de prisão no dia 23 de julho de 2019 por participação no assassinato de um homem de 21 anos, em uma tentativa de roubo, realizado em 2016, quando tinha apenas 16 anos.
1. ↑  «The New Wave of Rap Violence Shouldn't Be Ignored». Consultado em 30 de março de 2019
2. ↑  «Who Is Tay-K and Why Is His Song "The Race" Blowing Up?». Complex. Consultado em 19 de agosto de 2017
3. ↑  «14 Remixes to Tay-K's 'The Race' - XXL». XXL Mag. Consultado em 1 de outubro de 2017